# Csonka (családnév)
A Csonka régi magyar családnév. Testi fogyatékosságra utaló név: csonka kezű/lábú személy. 2020-ban a 96. leggyakoribb családnév volt Magyarországon. 10 074 személy viselte ezt a vezetéknevet.

## Híres Csonka nevű személyek
- Csonka András (1965) színész, énekes, műsorvezető
- Csonka András (1988) magyar asztaliteniszező, paralimpikon
- Csonka Emil (1923–1982) újságíró, történész
- Csonka Ferenc (1822–1891) református lelkész, esperes
- Csonka Gyula (1958) válogatott labdarúgó
- Csonka Ibolya (1940) kézműves (ikonfestő, tűzzománcozó)
- Csonka Ibolya (1959) színésznő
- Csonka János (1852–1939) gépészmérnök, feltaláló
- Larry Csonka (1946) amerikai amerikaifutball-játékos
- Csonka Pál (1896–1987) építészmérnök
- Paul Csonka (1905–1995) osztrák zeneszerző, karmester
- Csonka Szilvia (1976) színésznő
- Csonka Zsófia (1983) sportlövő
- Csonka Zsuzsa (1956) keramikus iparművész